# Sheetal Agashe
 (juillet 2021).
Si vous disposez d'ouvrages ou d'articles de référence ou si vous connaissez des sites web de qualité traitant du thème abordé ici, merci de compléter l'article en donnant les références utiles à sa vérifiabilité et en les liant à la section « Notes et références ».
Sheetal Agashe est une femme d'affaires indienne, qui est directrice générale de Brihans Natural Products Ltd. depuis 2005,,. Elle est la fille de Dnyaneshwar Agashe et la petite-fille de Chandrashekhar Agashe,. C'est une ancienne actrice.